# Léopold le bien-aimé
Pour l’article homonyme, voir Léopold le bien-aimé (film).
Léopold le bien-aimé est une pièce de théâtre en trois actes de Jean Sarment, créée à la Comédie des Champs-Élysées le 12 octobre 1927.

## Comédie des Champs-Élysées,1927
- Mise en scène : Louis Jouvet
- Décors : René Gabriel
- Personnages et interprètes :
  - Léopold : Louis Jouvet
  - Marie-Thérèse : Valentine Tessier
  - Monsieur Ponce : Michel Simon
  - Lucienne : Lucienne Bogaert
  - L’abbé : Jean Sarment
  - Blanche de Blanmontier  : Jane Lory
  - Martial : Robert Moor
  - Félicie : Gabrielle Calvi

## Comédie-Française,1941
À partir du 29 septembre 1941 à la Comédie-Française.
- Mise en scène : Pierre Dux
- Personnages et interprètes :
  - Léopold : Pierre Dux
  - Marie-Thérèse : Germaine Rouer
  - Monsieur Ponce : Denis d'Inès
  - Lucienne : Mony Dalmès
  - L’abbé : Pierre Bertin
  - Blanche de Blanmontier  : Berthe Bovy
  - Martial : Jacques Charon
  - Félicie : Nadine Marziano

## Théâtre de l'Œuvre,1986
À partir du 3 novembre 1986 au Théâtre de l'Œuvre.
- Mise en scène : Georges Wilson
- Décors : Augusto Pavanel et Georges Wilson
- Costumes : Georges Toussaint
- Lumières : Gérard Keryse
- Personnages et interprètes :
  - Léopold : Georges Wilson
  - Marie-Thérèse : Suzanne Flon
  - Monsieur Ponce : Jacques Dufilho
  - Lucienne : Florence Montagner
  - L’abbé : Jean Topart
  - Blanche de Blanmontier  : Paola Lanzi

Suzanne Flon reçoit pour ce rôle le Molière de la comédienne en 1987. Le spectacle est également nommé dans la catégorie Molière du théâtre privé.